# Junyent (Castellar de la Ribera)
Junyent és una masia situada al terme de Ceuró, municipi de Castellar de la Ribera, a la comarca catalana del Solsonès.